# خیرآباد (فرخ‌شهر)
خیرآباد، روستایی در دهستان قهفرخ بخش مرکزی شهرستان فرخ‌شهر در استان چهارمحال و بختیاری است. این روستا، مرکز دهستان قهفرخ است.

## مردم
زبان مادری مردم این روستا فارسی محلی می‌باشد و بدان سخن می‌گویند.

## جمعیت
بر پایه سرشماری عمومی نفوس و مسکن در سال ۱۳۹۵، جمعیت این روستا برابر با ۹۷۹ نفر (۳۰۱ خانوار) بوده‌است.